# Динамо (хоккейный клуб, Рига, 1946)
«Дина́мо» (латыш. «Dinamo» Rīga) — бывший советский и латвийский клуб по хоккею с шайбой из Риги. Клуб основан в 1946 году. В 1995 году расформирован.

## История хоккея с шайбой в Риге
Хоккейные традиции в Латвии восходят к началу XX века. Именно в Риге в 1908 году состоялся первый матч по «канадскому хоккею» на территории Российской империи между местными командами «Унион» и Стрелкового парка. В сезоне 1930/1931 был проведён первый чемпионат Латвии по хоккею с шайбой, в котором приняли участие пять клубов, в том числе рижские «Юнион», «Вандерер» и «Юниверситатес Спорт». Девять раз рижские клубы становились сильнейшими в стране.

## История клуба
В 1946 году для участия в первом чемпионате СССР была образована команда мастеров «Динамо» (Рига). В первом первенстве СССР рижане заняли четвёртое место. В следующем сезоне «Динамо» вновь остановилось в шаге от призовой тройки. В следующих девяти чемпионатах рижский клуб, сменивший своё название на «Даугава», занимал места в середине турнирной таблицы. По итогам сезона 1957/58 рижане заняли последнее место и сезон 1958/59 провели во второй группе класса «А». Следующие три сезона «Даугава» находилась в нижней части таблицы сильнейшей советской хоккейной лиги, пока по итогам сезона 1962/63 не покинули её. С 1963 по 1973 год рижский клуб играл во втором по значимости дивизионе страны (в сезоне 1969/70 — в третьем). В 1960-е годы в клубе за 10 лет сменилось 10 тренеров, в том числе в сезоне 1967/68 команду возглавлял чешский тренер Станислав Мотл.
В 1968 году «Динамо» возглавил начинающий тренер Виктор Тихонов. Он стал главным тренером рижского клуба после того, как семь лет отработал ассистентом главного тренера в московском «Динамо». Под руководством Тихонова «Динамо» в 1973 году вернулось в класс сильнейших, а в сезоне 1976/77 заняло четвёртое место в чемпионате СССР. После чего Тихонов получил предложение возглавить московский ЦСКА.
В сезоне 1987/88 рижский клуб под руководством Владимира Юрзинова добился наивысшего достижения в своей истории, став серебряным призёром чемпионата СССР, уступив лишь безусловному лидеру советского хоккея ЦСКА в финальной серии плей-офф.
После распада СССР рижский клуб под названием «Рига» принял участие в чемпионате СНГ. Под названием «Пардаугава» участвовал в трёх розыгрышах Межнациональной хоккейной лиги, причём в 1993 и 1994 годах выходил в плей-офф.
Рижский хоккейный клуб прекратил своё существование в 1995 году.

## Название клуба
Клуб неоднократно менял названия, однако дольше всего носил название «Динамо», под которым добился самых серьёзных успехов в своей истории. В 1946—1949 годах клуб носил название «Динамо». В 1949—1958 годы и в 1960—1967 годы команда выступала под названием «Даугава», в 1958—1960 годы клуб был известен как «РВЗ» и «Вагоностроитель», в 1967—1991 годы — вновь «Динамо». В период с 1991 по 1995 год клуб носил несколько названий — ХК «Рига», «Рига Старс» и «Пардаугава».

## Достижения
- Серебряный призёр чемпионата СССР (1988).
- Четвёртое место в чемпионатах СССР (1947, 1948, 1977 и 1990).
- Полуфиналист Кубка СССР (1977, 1979).

## Главные тренеры
- Янис Добелис (1946—1949)
- Эдгарс Клавс (1949—1961)
- Анатолий Егоров (1961—1962)
- Георгий Фирсов (1962—1963)
- Антонов, Юрий Евгеньевич (1965—1966)
- Станислав Мотл (1967—1968)
- Виктор Тихонов (1968—1977)
- Эвалд Грабовский (1977—1980)
- Владимир Юрзинов (1980—1989)
- Эвалд Грабовский (1989—1991)
- Евгений Банов (1992)
- Юрис Репс (1992—1994)
- Михаил Бескашнов (1994—1995)
- Леонид Береснев (1995)

## Матчи против клубов НХЛ
| Сезон | Клуб НХЛ             | Счёт | Счёт |
| ----- | -------------------- | ---- | ---- |
| 1988  | Калгари Флэймз       | 2:2  |      |
| 1988  | Эдмонтон Ойлерз      | 1:2  |      |
| 1988  | Ванкувер Кэнакс      | 1:6  |      |
| 1988  | Лос-Анджелес Кингз   | 5:3  |      |
| 1989  | Чикаго Блэкхокс      | 1:4  |      |
| 1989  | Сент-Луис Блюз       | 0:5  |      |
| 1989  | Миннесота Норт Старз | 2:1  |      |
| 1989  | Вашингтон Кэпиталз   | 1:2  |      |
| 1990  | Монреаль Канадиенс   | 2:4  |      |